# Кіберфізична система
Кіберфізична система (КФС) — це механізм, що контролюється або відстежується комп'ютерними алгоритмами і тісно пов'язаний з Інтернетом та його користувачами. В кіберфізичних системах програмне забезпечення тісно пов'язано з фізичними об'єктами. Компоненти КФС взаємодіють на різних часових та просторових рівнях та можуть мати різні, відмінні одна від одної моделі поведінки та взаємодіяти одна з одною різними шляхами, які можуть змінюватися в залежності від контексту. Прикладами кіберфізичних систем можна вважати розумні енергосистеми, безпілотні автомобільні системи, автоматизовані системи керування, робототехнічні системи, самокеровані літальні апарати.
У КФС використовується міждисциплінарний підхід, який поєднує теорію кібернетики, мехатроніку, промисловий дизайн та науковий метод. Контроль процесів часто пов'язують з вбудованими системами, в яких більше уваги приділяють обчислювальним складовим, і менше — інтенсивному прив'язуванню обчислень до фізичних об'єктів. КФС дещо схожі за архітектурою на Інтернет речей, проте вони мають більш високий рівень взаємозв'язку між фізичними та комп'ютерними компонентами.
Джерелами розвитку кіберфізичних систем стали різні за своєю специфікою сфери людської діяльності: аерокосмічна галузь, автомобільна промисловість, громадська інфраструктура, енергетика, охорона здоров'я, транспорт, розваги, побутова техніка та ін.

## Огляд
На відміну від вже існуючих вбудованих систем, повноцінні КФС розробляються у вигляді мережі  з декількох складових частин, які займаються переробкою сировини. Головна ідея кіберфізичних систем тісно пов'язана з роботичними та сенсорними системами, які обладнані «розумними» механізмами з достатніми обчислювальними можливостями для достатнього керування. Завдяки постійному науковому прогресу, КФС зазнають періодичних змін, які покращують зв'язок між фізичними та обчислювальними компонентами за допомогою «розумних» механізмів, покращуючи таким чином здатність до адаптації, підвищуючи автономність, ефективність, надійність та безпечність та розширюючи функціональність кіберфізичних систем. Завдяки цьому потенціал їх використання розширюється у наступні виміри людської діяльності: втручання у процес водіння (напр., уникнення зіткнень), точність при проведенні операцій (напр., роботохірургія), рятувальні або дослідницькі операції (за участь робототехніки), координація перевезень (напр., повітряний трафік).

## Мобільні кіберфізичні системи
Мобільні КФС є перспективним напрямком досліджень та розробки. В якості прикладів можна навести мобільні роботичні системи або електроні пристрої, які можуть переноситися людиною. Зростання популярності смартфонів призвела до підвищення цікавості через можливість застосування їх як КФС з декількох причин:
- Надзвичайні обчислювальні потужності та великий об'єм сховища інформації.
- Різноманітні способи отримання та виведення різноманітної інформації — сенсорні екрани, камери, GPS-чипи, динаміки, мікрофони, світлові датчики, сенсори руху.
- Численні комунікаційні механізми для виходу в Інтернет або здійснення зв'язку з іншими пристроями — WiFi, 3G, EDGE, Bluetooth та ін.
- Розробка програмного забезпечення за допомогою високорівневих мов програмування: Java, Objective C, JavaScript, ECMAScript або C#.
- Наявність каналів поширення додатків (Google Play Store та Apple App Store).
- Пристрій обслуговується кінцевим користувачем.

Для вирішення задач, які потребують більших ресурсів, ніж має пристрій, можна використовувати підключення до мобільних систем або хмарних сервісів, що мають достатньо потужностей. Прикладами мобільних КФС є додатки, які відстежують та аналізують викиди CO2, виявляють затори на дорогах та сповіщають спеціальні служби про певні ситуації (ДТП, аварії, природні лиха). 

## Приклади
КФС застосовують в якості обладнаних сенсорами автономних систем, які мають можливість зв'язуватися з оператором. Наприклад, велика кількість мереж з бездротовими сенсорами відслідковують певний параметр, а оброблену інформацію передають до центрального вузла. Інші типи кіберфізичних систем можуть включати розумні енергосистеми, автономне виробництво, моніторинг стану здоров'я, системи контролю процесів, робототехніку та самокерований авіатранспорт.
Прикладом працюючої КФС може бути роботичний город у МІТ, в якому команда роботів займається вирощуванням томатів. Ця система включає розподілену сенсорну мережу (стан кожної рослини відстежується), навігацію, бездротовий зв'язок та власне роботів. 
Національна лабораторія штату Айдахо, що належить до підрозділів Міністерства енергетики США, розробляють за участі приватних компаній гнучкі контрольні системи, які будуть застосовуватися на об'єктах критичної інфраструктури. Це намагання спрямоване на створення комплексного підходу для аналізу тих аспектів діяльності, які не піддаються кількісним підрахункам (кібербезпека, людські відносини, складні взаємозалежності).
Ще одним прикладом є проект МІТ під назвою CarTel. На таксі встановили спеціальні пристрої, які збирали інформацію про трафік в режимі реального часу в деяких районах Бостона. Надалі ця інформація додається до попередньо зібраних даних і використовується для розрахунку оптимального маршруту в заданий час визначеного дня.

## Дизайн
Створення вбудованих та кіберфізичних систем — досить складне завдання, адже необхідно враховувати особливості таких різних галузей як розробка програмного забезпечення та механічну інженерію. До того ж, наразі не існує єдиного «глосарію», який би описував усі міждисциплінарні процеси, які застосовуються у КФС.  
Розробка та розгортання виробничих КФС може засновуватися на архітектурі 5К (комунікація, конверсія, кібер, когніція, конфігурація). На рівні «Комунікація» пристрої мають самостійно встановлювати зв'язок та користуватися сенсорами для корекції власної поведінки. На рівні «Конверсія» зібрані дані аналізується для виявлення критичних показників та потенційних проблем. На рівні «Кібер» кожний пристрій створює свого «електронного близнюка» і описує стан машини за допомогою методу «Час-Машина». «Кібер-близнюк» може використовуватися для самопорівняння з реальним пристроєм і подальшого синтезу. На рівні «Когніція» результати самооцінки представляються користувачу за допомогою інфографіки, показуючи потенційні проблеми та їх зміст. На рівні «Конфігурація» машина або виробнича система може пройти переналаштування з урахуванням пріоритетів та критеріїв ризику для досягнення максимальної ефективності.

## Значимість
Національний науковий фонд (ННФ) США визначив дослідження кіберфізичних систем одним з основних напрямків своєї діяльності. Починаючи з грудня 2006 року, ННФ та інші федеральні установи США проспонсорували декілька досліджень КФС.

## Дивиться також
- Четверта промислова революція
- Інтернет речей